# Kugyō (Minamoto no Yoshinari)
Kugyō (公暁), 1200 – 13 février 1219, aussi connu sous le nom Minamoto no Zensai (源善哉) ou Saemon Hokkyō Yoriaki (左衛門法橋頼暁), est le deuxième fils de Minamoto no Yoriie, deuxième shogun de Kamakura. À l'âge de six ans, après que son père a été tué au Shuzen-ji à Izu, il devient le fils adopté de son oncle Sanetomo et, grâce à l'intercession de sa grand-mère Hōjō Masako, un disciple de Songyō, bettō (prêtre en chef) du Tsurugaoka Hachiman-gū. Après sa tonsure, il reçoit le nom bouddhiste de Kugyō qui remplace son nom d'enfance Yoshinari,. Il se rend ensuite à Kyoto pour prendre ses vœux, puis revient à 18 ans pour devenir le nouveau bettō du Tsurugaoka Hachiman-gū, le quatrième du sanctuaire. En 1219, il assassine son oncle Sanetomo sur les escaliers de pierre du Tsurugaoka Hachiman-gū dans la capitale shogunale de Kamakura, acte pour lequel il est lui-même tué le même jour.

## Assassinat du shogun Sanetomo

### Assassinat
L'assassinat est relaté dans l'Azuma Kagami, et dans le Gukanshō. Ce qui suit est la version des événements tels que rapportés dans l'Azuma Kagami'.
À 6 heures environ, le matin du 12 février 1219 (ère Jōkyū 1, 26e jour du 1er mois) du Nouvel An bouddhiste, shogun Sanetomo vient de terminer la cérémonie de célébration pour sa nomination au poste d'udaijin. Il a neigé toute la journée et il y a plus de 60 cm de neige au sol. Le shogun quitte la porte du sanctuaire et commence à descendre les escaliers de pierre accompagné seulement par le porteur d'épée, un homme appelé Nakaakira. Hōjō Yoshitoki, fils du shikken (régent) Hōjō Tokimasa et futur régent lui-même, devrait être le porteur d'épée mais retourne tôt dans sa résidence de Komachi car il ne se sent pas bien. De façon inattendue, Kugyō le bettō surgit de derrière l'escalier de pierre, crie « Je frappe l'ennemi de mon père »! (父の敵を討つ)
et le frappe avec une épée, lui coupant la tête. L'assassin tue alors Nakaakira le porteur d'épée et, selon le Gukanshō, il le fait pensant qu'il s'agit de Hōjō Yoshitoki, comme il aurait dû l'être,.
Les sources ne s'accordent pas toujours. Kugyō est par exemple décrit comme portant soit des vêtements de femme (dans l'Azuma Kagami) ou son uniforme de bettō. Il est souvent rapporté qu'il se cachait derrière le grand ginkgo mais l'Azuma Kagami dit simplement qu'il est venu « du côté de l'escalier en pierre » (石段の際). Le détail du ginkgo apparaît pour la première fois dans le Shinpen Kamakurashi  et est donc une invention de l'époque d'Edo.

### Mort de Kugyō
Après avoir tué son oncle, Kugyō prend la tête, quitte le sanctuaire et, sans revenir à sa résidence officielle, va se cacher temporairement dans la maison de son gardien à Yukinoshita. De là, il envoie un messager à la maison de Miura Yoshimura située à Nishi Mikado (en), expliquant qu'il est maintenant le nouveau shogun et veut lui parler dès que possible sur ce qui doit être fait. Yoshimura et sa famille ont une relation très étroite avec Kugyō, dont la nourrice était une Miura. Pour gagner du temps, Yoshimura envoie un message dans lequel il demande à Kugyō de rester là où il est parce qu'il va envoyer des soldats aller le chercher. Tandis que Kugyō attend, sachant que Yoshitoki est vivant Yoshimura envoie un messager à la résidence de Yoshitoki à Komachi. Yoshitoki renvoie immédiatement l'ordre d'exécuter l'assassin. Yoshimura réunit le conseil de famille pour décider comment faire. Nagao Sadakage, un samouraï connu pour sa robustesse et sa fiabilité, est alors chargé de la tâche. Accompagné d'un groupe de cinq hommes, Sadakage rencontre en chemin Kugyō qui, incapable de se contenir et attendre l'escorte de Yoshimura, a quitté son refuge et est déjà à Nishi Mikado sur le chemin de la maison de Yoshimura. Alors que l'un des cinq hommes s'engage avec lui, Nagao Sadakage le décapite; Sa tête est ensuite apportée à la résidence du régent à Komachi pour identification.

## Débat relatif aux motifs de Kugyō
Selon l'interprétation traditionnelle des événements, l'acte de Kugyō a été téléguidé par Yoshitoki et les Hōjō qui voulaient se débarrasser d'un seul coup des deux derniers membres masculins de la lignée Seiwa Genji,. Cependant, les historiens considèrent maintenant que cette théorie non étayée par des faits est probablement fausse,. Au-delà du fait que l'assassinat a sans aucun doute fini par servir les intérêts de Yoshitoki, on ne sait pas pourquoi Kugyō aurait volontiers aidé la famille Hōjō, non seulement responsable de la mort de son père, mais aussi de celle de son frère Ichiman et de l'ensemble du clan Hiki. Le meurtre de Nakaakira le porte-épée, indique qu'il est probable que Kugyō voulait aussi tuer Yoshitoki,. Sa relation avec Yoshimura était très proche (la femme de Yoshimura avait été la nourrice de Kugyō), et il semble plus plausible que les deux hommes avaient prévu l'assassinat de Sanetomo et Yoshitoki afin de se débarrasser des Hōjō et de leur marionnette Sanetomo afin de s'emparer du pouvoir,,. La nourrice de Sanetomo avait été la jeune sœur de Masako, ce qui rendait le shogun affectivement proche des Hōjō, et ce « coup d'État » manqué était probablement juste un épisode de la guerre entre les Hōjō et les Miura, guerre qui s'est poursuivie jusqu'à la défaite des Miura en 1247. Se rendant compte que Yoshitoki n'avait évité la mort que par pure chance et que leur plan était condamné, Yoshimura a très bien pu décider qu'il devait trahir Kugyō pou se sauver lui-même et sa famille,.

## Source de la traduction
- (en) Cet article est partiellement ou en totalité issu de l’article de Wikipédia en anglais intitulé « Kugyō (Minamoto no Yoshinari) » (voir la liste des auteurs).